# Șicula

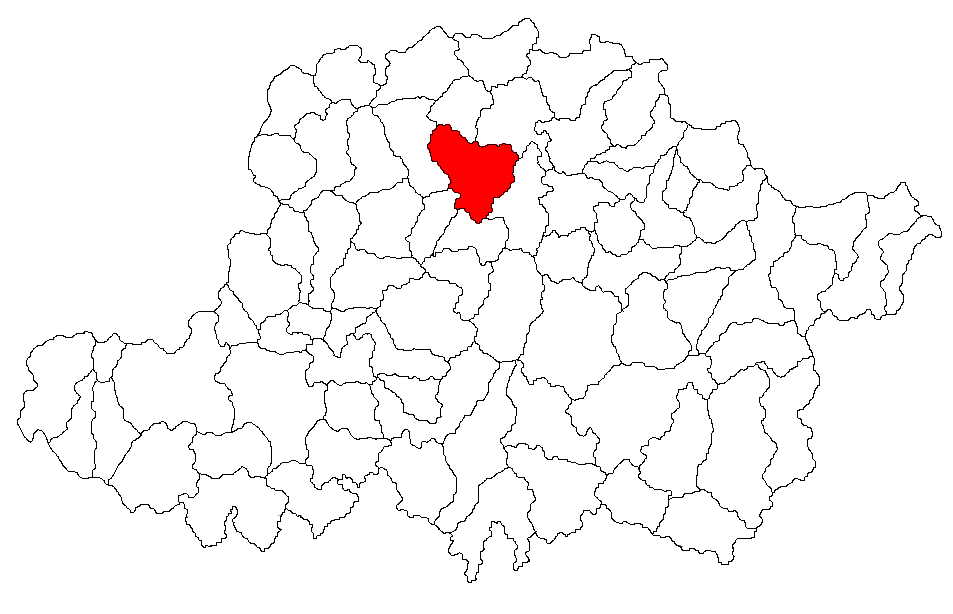
Lage der Gemeinde Șicula im Kreis Arad

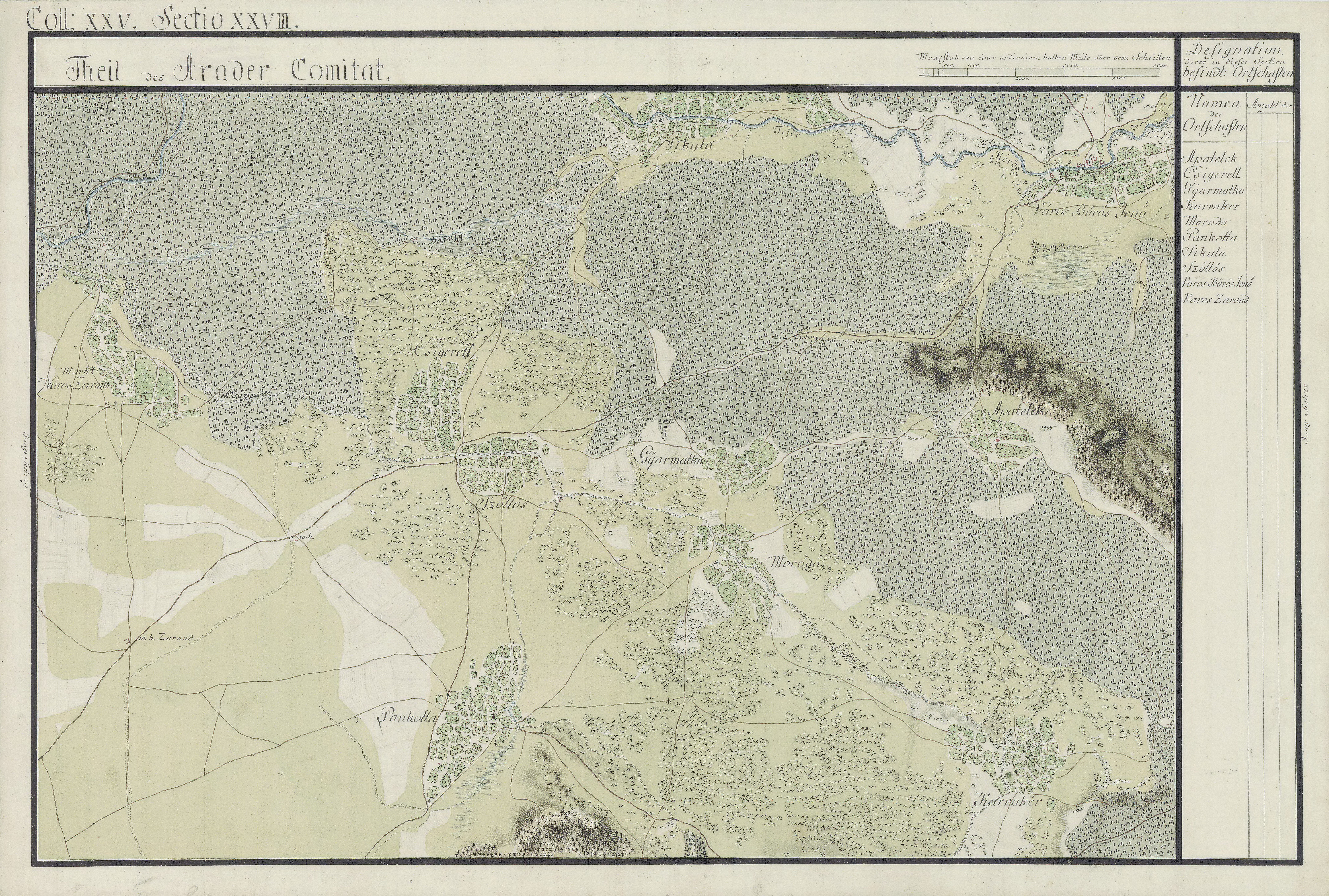
Șicula (Sikula) auf der Josephinischen Landaufnahme von 1782–1785.

Șicula (ungarisch Sikula) ist eine Gemeinde im Kreis Arad, im Kreischgebiet, im Westen Rumäniens. Zu der Gemeinde Șicula gehören auch die Dörfer Chereluș und Gurba.

## Geografische Lage
Șicula liegt im Kreischgebiet, an der Nationalstraße DN79A, in sechs Kilometer Entfernung von Ineu, 12 Kilometer von Pâncota und 22 Kilometer von Chișineu-Criș, am Fuße des Zărand-Gebirges.

## Nachbarorte
| Țipar  | Șepreuș                                     | Gurba  |
| Cintei | Kompassrose, die auf Nachbargemeinden zeigt | Ineu   |
| Zǎrand | Iermata                                     | Mocrea |

## Geschichte
Die erste urkundliche Erwähnung von Sycula stammt aus dem Jahr 1334.
Im Laufe der Jahrhunderte traten verschiedene Schreibweisen des Ortsnamens in Erscheinung: 1334 Sicula, Sycula, 1335 Sicula, 1459 Sicula, 1715 Sikula, 1808  Sikula, 1839, 1851 Sikula, 1858, 1863 Sikula, 1877 Sikula, 1882 Sikula, 1893 Sikula, 1909 Șicula, Sikula, 1913 Sikula, 1921 Șicula, Sikula, 1932, 1956 Șicula.
Nach dem Frieden von Karlowitz (1699) kam Arad und das Maroscher Land unter österreichische Herrschaft, während das Banat südlich der Marosch bis zum Frieden von Passarowitz (1718) unter Türkenherrschaft verblieb. Auf der Josephinischen Landaufnahme ist Sikula eingetragen.
Infolge des Österreichisch-Ungarischen Ausgleichs (1867) wurde das Arader Land, wie das gesamte Banat und Siebenbürgen, dem Königreich Ungarn innerhalb der Doppelmonarchie Österreich-Ungarn angegliedert. Die amtliche Ortsbezeichnung war Sikula.
Der Vertrag von Trianon am 4. Juni 1920 hatte die Grenzregulierung zur Folge, wodurch Șicula an das Königreich Rumänien fiel.

## Bevölkerungsentwicklung
| 1880 | 6247 | 5808 | 383 | 29  | 27                |
| 1910 | 8163 | 7477 | 587 | 83  | 16                |
| 1930 | 8457 | 7697 | 281 | 201 | 278               |
| 1977 | 6024 | 5923 | 43  | 21  | 37                |
| 1992 | 4974 | 4910 | 32  | 2   | 30                |
| 2002 | 4591 | 4523 | 18  | 3   | 47                |
| 2021 | 4002 | 3722 | 2   | -   | 278 (29 Ukrainer) |